# Leptogaster galbicesta
Leptogaster galbicesta là một loài ruồi trong họ Asilidae. Leptogaster galbicesta được Martin miêu tả năm 1964. Loài này phân bố ở vùng nhiệt đới châu Phi.